# Nová Dubnica
Nová Dubnica (in ungherese Újtölgyes, in tedesco Neudubnitz) è una città della Slovacchia facente parte del distretto di Ilava, nella regione di Trenčín.